# Liste des romans de la Bibliothèque verte et de la Bibliothèque rose par série
Cet article donne la liste de tous les romans parus dans les séries des collections Bibliothèque verte et Bibliothèque rose aux éditions Hachette.

## Bibliothèque verte

### Alice
Depuis 2011, certains des tomes de cette série ont été réédités dans la Bibliothèque rose alors qu'ils étaient précédemment dans la Bibliothèque verte ; par conséquent, certains des tomes ne figurent pas dans cette section.
- Tome 8 : Alice et le Violon tzigane
- Tome 17 : Alice et la Malle mystérieuse
- Tome 18 : Alice en Écosse
- Tome 19 : Alice chez les Incas
- Tome 20 : Alice et l'Esprit frappeur
- Tome 21 : Alice à la réserve des oiseaux
- Tome 22 : Alice et la Rivière souterraine
- Tome 23 : Alice et la Poupée indienne
- Tome 24 : Alice chez les stars
- Tome 25 : Alice et le Fantôme de la crique
- Tome 26 : Alice et la Dame à la lanterne

### Astérix
Série basée sur les adaptations cinématographiques de la série de bande dessinée Astérix.
- Astérix aux Jeux Olympiques - Le roman du film
- Astérix et les Vikings - Le roman du film
- Astérix et Obélix : Au service de Sa Majesté - Le roman du film
- Astérix : Le Domaine des dieux - Le roman du film

### Aventures sur mesure
Chaque tome est une novélisation soit d'un film, d'une série télévisée ou d'un jeu télévisé.
1. Prince of Persia : Les Sables du Temps (tiré du film) - Le choix de Dastan
2. Star Wars: The Clone Wars - La voie du Jedi
3. Star Wars: The Clone Wars - La bataille de Teth
4. Fort Boyard - À la conquête du trésor
5. Koh-Lanta - Aventure à Taboga
6. Star Wars: The Clone Wars - Mission Spéciale
7. Fort Boyard - Les mystères du Fort
8. Star Wars: The Clone Wars - L'armée secrète de Dooku
9. Koh-Lanta - Défis en Océanie
10. Prince of Persia : Les Sables du Temps - Le destin de Tamina

### BaskupTony Parker
1. Premier Match
2. Les Règles du jeu
3. Esprit d'équipe
4. Vengeance vaudou
5. Les Vampires de Sunset
6. Terrain d’entente
7. Défi Maya

### Batman: L'Alliance des héros
1. L’Île des dinosaures
2. L’Épée magique
3. Le Royaume d'Aquaman
4. L'Armée des robots
5. Le champion de Red Tornado

### Beast Quest
1. Le Dragon de feu
2. Le Serpent de mer
3. Le Géant des montagnes
4. L'Homme-cheval
5. Le Monstre des neiges
6. L'Oiseau-flamme
7. Les Dragons jumeaux
8. Les Dragons ennemis
9. Le Monstre marin
10. Le Singe géant
11. L'Ensorceleuse
12. L'Homme-serpent
13. Le Maître des araignées
14. Le Lion à trois têtes
15. L'Homme-taureau
16. Le Cheval ailé
17. Le Serpent marin
18. Le Chien des Ténèbres
19. Le Seigneur des éléphants
20. L'Homme-scorpion
21. Le Chaudron magique
22. Le Poignard magique
23. La Créature maléfique
24. Le Spectre du cheval
25. Le Troll des cavernes
26. Le Loup-garou
27. Le Dragon de glace
28. La Panthère-fantôme
29. Le Maître des océans
30. Le Maître du ciel
31. Le Maître des montagnes
32. Le Maître des glaces
33. Le Maître de la terre
34. La Maîtresse de la jungle
35. Le Roi Lézard
36. Le Rat géant
37. La Chauve-souris
38. La Créature des marais
39. L'Arbre maléfique
40. La Reine des guêpes

### BibliothèqueMarvel
Novélisation des films de Marvel Studios et de la deuxième adaptation cinématographique du personnage de Spider-Man.
1. Avengers - Le roman du film
2. Thor - Le roman du film
3. Captain America: First Avenger - Le roman du film
4. The Amazing Spider-Man - Le roman du film
5. Iron Man - Le roman du film
6. Iron Man 2 - Le roman du film
7. Iron Man 3 - Le roman du film
8. Captain America 2 : Le Soldat de l'hiver - Le roman du film
9. The Amazing Spider-Man : Le Destin d'un héros - Le roman du film
10. Les Gardiens de la Galaxie - Le roman du film
11. Avengers : L'Ère d'Ultron - Le roman du film
12. Ant-Man - Le roman du film
13. Captain America : Civil War - Le roman du film

### Cars Toon
Série dérivée de la série télévisée d'animation homonyme basée sur la licence des films Cars.
1. Martin, le roi des pompiers
2. Martin, le roi des cascadeurs
3. Martin, le roi de la corrida
4. Martin, le roi de l'espace
5. Martin, le roi de la course
6. Martin, le roi des détectives

- Cars 2 - Le roman du film

### Langelot
1. Langelot agent secret (1965)
2. Langelot et les Espions (1966)
3. Langelot et le Satellite (1966)
4. Langelot et les Saboteurs (1966)
5. Langelot et le Gratte-Ciel (1967)
6. Langelot contre Monsieur T (1967)
7. Langelot pickpocket (1967)
8. Langelot et l'Inconnue (1968)
9. Langelot contre 6 (1968)
10. Une offensive signée Langelot (1968)
11. Langelot et les Crocodiles (1969)
12. Langelot chez les Pa-pous (1969)
13. Langelot suspect (1970)
14. Langelot et les Cosmonautes (1970)
15. Langelot et le Sous-Marin jaune (1971)
16. Langelot mène la vie de château (1971)
17. Langelot et l'Avion détourné (1972)
18. Langelot et la Danseuse (1972)
19. Langelot fait le malin (1972)
20. Langelot et les Exterminateurs (1973)
21. Langelot et le Fils du roi (1974)
22. Langelot fait le singe (1974)
23. Langelot kidnappé (1975)
24. Langelot et la Voyante (1975)
25. Langelot sur la Côte d'Azur (1976)
26. Langelot à la Maison-Blanche (1976)
27. Langelot sur l'Île déserte (1977)
28. Langelot et le Plan Rubis (1977)
29. Langelot passe à l'ennemi (1978)
30. Langelot chez le Présidentissime (1978)
31. Langelot en permission (1979)
32. Langelot garde du corps (1979)
33. Langelot gagne la dernière manche (1980)
34. Langelot mauvais esprit (1980)
35. Langelot contre la marée noire (1981)
36. Langelot et la Clef de la guerre (1982)
37. Langelot et le Général kidnappé (1983)
38. Langelot aux arrêts de rigueur (1984)
39. Langelot et le commando perdu (1985)
40. Langelot donne l'assaut (1985)

### Descendants: Génération méchants
Série dérivée de la série télévisée homonyme.
1. La fête d'Auradon
2. Un vœu dangereux
3. Toutes en scène !
4. Méchamment stylées
5. Mystères en série
6. Une méchante surprise

### Descendants: L'école des Secrets
Série dérivée de la web-série homonyme.
1. Le trésor de CJ
2. Attention, magie !
3. Mystères en folie !

### Dragon Ball
1. Les Boules de cristal
2. Le Secret d'Oolong
3. Le Maître des tortues
4. Le Piège
5. Le Singe géant
6. Les Disciples
7. Le Tournoi
8. Face à face
9. La Finale
10. La Tour infernale
11. Les Secrets de la tour
12. La Défaite de l'armée
13. Le Défi de la voyante
14. Le Retour du dragon

### Ébène, le fils de l'Étalon Noir
Série dérivée de l'Étalon Noir.
1. La Promesse
2. Un cheval nommé Ébène
3. Le Retour

### L'Étalon noir
Certains des tomes de cette série ont été réédités dans la Bibliothèque rose alors qu'ils l'étaient précédemment dans la Bibliothèque verte, par conséquent, certains des tomes ne figurent pas dans cette section.
Une série Ébène, le fils de l'Étalon Noir également sorti à la Bibliothèque verte, centrée sur son fils.
1. Flamme, cheval sauvage
2. Flamme et l'Étalon Noir
3. Flamme part en flèche
4. L'empreinte de l'Étalon Noir
5. La Légende de l'Ètalon Noir
6. La Révolte de l'Étalon Noir
7. Le Courage de l'Étalon Noir
8. Le Fantôme de l'Étalon Noir
9. Sur les traces de l'Étalon Noir
10. Un rival pour l'Étalon Noir
11. Une cavalière pour l'Étalon Noir

### Films
- Avatar - Le roman du film
- John Carter - Le roman du film
- Karaté Kid - Le roman du film
- Prince of Persia : Les Sables du Temps - Le roman du film
- Transformers 3 : La Face cachée de la Lune - Le roman du film
- Tron : L'Héritage - Le roman du film
- Lone Ranger, naissance d'un héros - Le roman du film

### Foot 2 rue
Série dérivée de la série télévisée d'animation Foot 2 rue.
1. Duel au vieux port
2. Goal surprise
3. Mise à l'épreuve
4. L'Amitié d'un capitaine
5. Le Lion d'Afrique
6. Les Tigres de papier
7. Naissance d'un rêve
8. Les Diablesses du Bronx
9. Romance brésilienne
10. Carton rouge'
11. Star d'un match
12. Piégés !
13. Arrêt de jeu
14. Pacte avec le Diable
15. La Finale
16. Remise en jeu
17. Les rois de la jungle
18. Contrôlé positif !
19. Les Irréductibles
20. Trahison
21. La Rivale
22. Les Serpents d'Asie
23. Match retour
24. Dérapage
25. Jeux dangereux
26. Les Diables noirs
27. But en or
28. La Coupe du Monde
29. Contre-attaque
30. Un coach pour les Bleus
31. Fair-play
32. Sur la touche
33. Les Pharaons du Nil
34. La Relève
35. La Coupe d'Europe

- L'Histoire des bleus - Tag et Samira

### Gormiti
- Tome 01 : Il faut sauver Lucas !
- Tome 02 : Toby se jette à l'eau
- Tome 03 : À la recherche de Nick
- Tome 04 : Jessica passe à l'action
- Tome 05 : Toby contre-attaque
- Tome 06 : Le Seigneur de la Lumière
- Tome 07 : Le Retour d'Obscurio
- Tome 08 : Toby a la belle vie
- Tome 09 : Jessica perd la tête
- Tome 10 : Le Dernier Combat de Luminos
- Tome 11 : Le Maître de la lave
- Tome 12 : Le Gardien de la forêt

### Les Légendaires
Série dérivée de la bande dessinée de Patrick Sobral Les Légendaires.
1. La Pierre des dieux
2. Les Épreuves du gardien
3. La Guerre des elfes
4. Le Sorcier noir
5. La Trahison du prince
6. Héros du futur
7. La Menace des Dieux
8. La Corne de Sygma
9. Le Cycle d'Anathos : La Malédiction d'Anathos
10. Le Cycle d'Anathos : La Marque du mal
11. Le Cycle d'Anathos : Les Clones de l'enfer

### Les légendes d'Avantia
- Tome 1 : Le Masque de la mort
- Tome 2 : Le Troisième Cavalier
- Tome 3 : Le Pouvoir des bêtes
- Tome 4 : La Forteresse maléfique

### Avengersrassemblement
- Tome 1 : Renaissance
- Tome 2 : Les Usurpateurs
- Tome 3 : Le Règne du serpent
- Tome 4 : Le Dévoreur de monde

### Super 4
- Tome 1 : Alerte aux dragons !
- Tome 2 : Plus fort que le mauvais sort
- Tome 3 : Mission impossible !
- Tome 4 : La Colère du dragon
- Tome 5 : Opération pirate !
- Tome 6 : Un fantôme au château !
- Tome 7 : Panique au parc !
- Tome 8 : Course explosive
- Tome 9 : L'épée du Pouvoir
- Tome 10 :Chasse au trésor
- Tome 11 :Invention maléfique !

### Naruto
- Tome 01 : Les Techniques secrètes
- Tome 02 : Les Aspirants ninjas
- Tome 03 : L’Épreuve de Kakashi
- Tome 04 : Les Ninjas de l'Eau
- Tome 05 : Le Déserteur
- Tome 06 : Le Mystérieux Ninja
- Tome 07 : Le Héros
- Tome 08 : La Revanche
- Tome 09 : Le Démon renard
- Tome 10 : Le Code des Ninjas
- Tome 11 : Retour à Konoha
- Tome 12 : Le Duel
- Tome 13 : La Cinquième Règle
- Tome 14 : La Forêt de la mort
- Tome 15 : L'Intrus
- Tome 16 : Le Destin de Sakura
- Tome 17 : Le Ninja du Vent
- Tome 18 : L'Espion
- Tome 19 : Les Pouvoirs de Sasuke
- Tome 20 : Le Tournoi

### One Piece
- Tome 1 : Le Seigneur des pirates
- Tome 2 : Le Capitaine Baggy
- Tome 3 : Une nouvelle recrue
- Tome 4 : Révélation
- Tome 5 : Le Combat de Pipo
- Tome 6 : La Promesse de Zorro

### Pirates des Caraïbes
- Tome 1 : Les Caraïbes
- Tome 2 : Sao Feng
- Tome 3 : Le Seigneur de l'Inde
- Tome 4 : Barbossa
- Tome 1 : Pirates des Caraïbes : La Malédiction du Black Pearl - Le roman du film
- Tome 2 : Pirates des Caraïbes : Le Secret du coffre maudit - Le roman du film
- Tome 3 : Pirates des Caraïbes : Jusqu'au bout du monde - Le roman du film
- Tome 4 : Pirates des Caraïbes : La Fontaine de jouvence - Le roman du film

### Pokémon
- Tome 01 : Le Problème de Pikachu
- Tome 02 : Le Mystérieux Pokémon
- Tome 03 : Le Combat de Sacha
- Tome 04 : La Capture de Vipélierre
- Tome 05 : Le Secret des Darumarond
- Tome 06 : Un fabuleux défi
- Tome 07 : La Revanche de Gruikui
- Tome 08 : Le Huitième Badge
- Tome 09 : Le Pouvoir de Meloetta
- Tome 10 : La Ligue d'Unys
- Tome 11 : Le Réveil de Reshiram
- Tome 12 : Le Tournoi Pokémon Sumo
- Tome 13 : Aventure à Kalos
- Tome 14 : La Championne de Neuvartault
- Tome 15 : Mystère à Illumis
- Tome 16 : Le Château de combat
- Tome 17 : L'arène du Grand-Duc
- Tome 18 : Les Secrets de la méga-évolution
- Tome 19 : Le Héros de la forêt
- Tome 20 : Un combat rythmé'
- Tome 21 : Un duo de choc
- Tome 22 : Le Spectacle Pokémon
- Tome 23 : Un défi de ninja
- Tome 24 : Une Rencontre gluante
- tome 25 : Combat a ulimis
- tome 26 : Le Méga lien
- tome 27 : Une rencontre légendaire
- tome 28 : Pikachu superstar
- tome 29 : L’Énigme du Z
- tome 30 :
- Aventure sur mesure - Un nouveau dresseur

### les six Compagnons
Certains des tomes de cette série ont été réédités dans la Bibliothèque rose alors qu'ils étaient dans la Bibliothèque verte, ainsi certains des tomes ne figurent pas dans cette section.
- Tome 07 : Les Six Compagnons et l'Homme au gant
- Tome 08 : Les Six Compagnons au Gouffre Marzal
- Tome 09 : Les Six Compagnons et le château maudit
- Tome 10 : Les Six Compagnons et le petit rat de l'Opéra
- Tome 11 : Les Six Compagnons et l'avion clandestin
- Tome 12 : Les Six Compagnons et les agents secrets
- Tome 13 : Les Six Compagnons et les espions du ciel
- Tome 14 : Les Six Compagnons et la brigade volante
- Tome 15 : Les Six Compagnons se jettent à l'eau
- Tome 16 : Les Six Compagnons devant les caméras
- Tome 17 : Les Six Compagnons et la clef-minute
- Tome 18 : Les Six Compagnons dans la ville rose
- Tome 19 : Les Six Compagnons à l'étang de Berre
- Tome 20 : Les Six Compagnons et le carré magique
- Tome 21 : Les Six Compagnons hors la loi
- Tome 22 : Les Six Compagnons et le chasseur de scoops

### Spider-Man
- Tome 1 : L'Homme-araignée
- Tome 2 : Le Vautour
- Tome 3 : Le Savant fou
- Tome 4 : L'Homme-Sable
- Tome 5 : Le Bouffon Vert
- Tome 6 : Les Quatre Fantastiques
- tome 1. Un pouvoir extraordinaire
- tome 2. Rien n’arrête  l'homme sable
- tome 3. Attention au bouffon vert !
- tome 4. Le Rino se déchaine
- tome 5. La Proie du chasseur
- tome 6. Les Cents Visages du caméléon

### Star Fighters
- Tome 1. L'Attaque extraterrestre
- tome 2. Le Prisonnier
- tome 3. Le Piège

### Star Wars
Collection « Ma Première Bibliothèque Verte (6-8 ans) »
- Episode I - La menace fantôme
- Episode II - L'Attaque des clones
- Episode III - La revanche des Sith
- Episode IV - Un nouvel espoir
- Episode V - L'Empire contre-attaque
- Episode VI - Le retour du Jedi
- Episode VII - Le réveil de la force
- Episode VIII - Les derniers Jedi
- Episode IX - L'ascension de Skywalker

Collection « Star Wars Rebels »
- 01 : Les aventures d'Ezra
- 02 : L'étincelle rebelle
- 03 : Le pouvoir de la Force
- 04 : Au service de l'Empire
- 05 : À l'épreuve du danger
- 06 : Des rebelles dans les rangs
- 07 : L'ultime combat
- 08 : Justice impériale
- 09 : L'académie secrète
- 10 : Pris au piège
- 11 : Un nouvel allié
- 12 : Le choix d'Ezra
- 13 : Une pilote hors-pair
- 14 : L'avenir de la Force
- 15 : La quête d'Ezra
- 16 : Retour aux sources

Collection « Aventures sur mesure »
- 01 : La voie du Jedi
- 02 : La bataille de Teth
- 03 : Mission spéciale
- 04 : L'armée secrète de Dooku

Collection « Aventures dans un Monde Rebelle »
- 01 : La Fuite
- 02 : Le Piège
- 03 : La Tanière
- 04 : Le Vol
- 05 : L'Obscurité
- 06 : Le Froid
- 07 : Le Sauvetage

Collection « Biographies »
- 1 : Luke Skywalker
- 2 : Dark Vador
- 3 : Obi-Wan Kenobi
- 4 : Dark Maul

Star Wars - Rogue One - Le roman du film
Star Wars - Han Solo - Le roman du film

### Star Wars: The Clone Wars
- Tome 01 : L'Invasion droïde
- Tome 02 : Les Secrets de la République
- Tome 03 : Le Retour de R2-D2
- Tome 04 : Un nouveau disciple
- Tome 05 : La Trahison de Dooku
- Tome 06 : Le Piège de Grievous
- Tome 07 : Le Plan de Dark Sidious
- Tome 08 : L'Enlèvement du Jedi
- Tome 09 : La Mission de Palpatine
- Tome 10 : L'Attaque des pirates
- Tome 11 : Le Traître
- Tome 12 : Le Duel final
- Tome 13 : Les Passagers clandestins
- Tome 14 : Le Combat de Jedi
- Tome 15 : Les Nouvelles Recrues
- Tome 16 : L'Invasion de Kamino
- Tome 17 : La Guerre aquatique
- Tome 18 : L'Attaque des Gungans

### Titeuf
- Tome 01 : Même pô mal...
- Tome 02 : C'est pô croyab'
- Tome 03 : C'est pô une vie...
- Tome 04 : C'est pô malin...
- Tome 05 : Pourquoi Moi ?
- Tome 06 : Les Filles, c'est nul...
- Tome 07 : Tchô, la planète
- Tome 08 : Le Préau atomique
- Tome 09 : Ah ouais, d'accord...
- Tome 10 : Au secours !
- Tome 11 : Tcheu, la honte !
- Tome 12 : Tous des pourris du slip !
- Tome 13 : La Méga classe !
- Tome 14 : Un truc de dingue !
- Tome 15 : Titeuf, le film - Le roman du film
- tome 16 : Rock and rold atitude
- tome 17 : La Pire de ma life
- tome 18. : C'est po juste !

### les volcans et la lave
- Tome 1 : L'Armée des ténèbres
- Tome 2 : Maîtres et élèves
- Tome 3 : Le Visiteur
- Tome 4 : L'Invasion
- Tome 5 : L'arme secrète

## Bibliothèque rose

### Agatha Mistery
1. Le Secret de la déesse
2. Le Trésor du roi
3. Les Bijoux de la diva
4. Meurtre à la Tour Eiffel
5. Le Mystère des Bermudes

### Alice
Certains des tomes de cette série ont été réédités dans la Bibliothèque rose à partir de 2011 alors qu'ils l'étaient précédemment dans la Bibliothèque verte. Par conséquent, certains des tomes ne figurent pas dans cette section.
1. Alice et le Cheval volé
2. Alice au manoir hanté
3. Alice et le Chandelier
4. Alice au ranch
5. Alice et les Diamants
6. Alice et le Médaillon d'or
7. Alice et la Pantoufle d'hermine
8. Alice au bal masqué
9. Alice et le Diadème
10. Alice et le Carnet vert
11. Alice au Canada / Alice chercheuse d'or
12. Alice écuyère
13. Alice à Venise
14. Alice chez le grand couturier
15. Alice et les Faux-monnayeurs

### La Reine des neiges
Série tirée du film d'animation La Reine des neiges.
1. Un nouvel ami
2. Le Festival de l'hiver
3. Une Nuit chez les trolls
4. Un voyage extraordinaire
5. Une surprise pour Ana
6. Le Rêve d'Olaf
7. Jeux d'enfants
8. Un amour de sœur
9. La Magie des souvenirs
10. Cap sur Eldora !
11. Une drôle d'invention
12. De surprenants visiteurs
13. Une nuit magique
14. La Magie de l’amitié
15. La Grande Course de traîneaux
16. L’Anniversaire d'Ana
17. Les Petits Frères d'Olaf
18. Un Plan parfait
19. Le Cristal de Bulda
20. La Grande Famille Oaken
21. Un mystérieux admirateur
22. La première étoile de cristal
23. La réussite de Petit Pierre
24. Une soirée pyjama royale
25. Visite au palais de glace
26. L’anniversaire surprise
27. Reine d’un jour
28. Cadeau de Sven
29. La fête des sœurs

### Babar: les Aventures de Badou
1. Au voleur !
2. Même pas peur !
3. Jake déménage
4. La Chasse au trésor

### Les Ballerines magiques
1. Daphné au royaume enchanté
2. Le Sortilège des neiges
3. Le Grand Bal masqué
4. Le Bal de Cendrillon
5. Le Palais endormi
6. Le Secret d'Enchantia
7. Rose au pays des ballets
8. Rose et l'Oiseau fabuleux
9. Rose et la Pierre royale
10. Le Sortilège des mers
11. La Prisonnière du château
12. Le Vœu de Rose
13. Le Voyage féerique de Daphné
14. Le Noël magique de Daphné
15. Alice et le Château magique
16. Le Sortilège des bois
17. Le Cadeau ensorcelé
18. La Valse des roses
19. Le Palais des glaces
20. Le Carnaval des bonbons
21. Lucie au bois féerique
22. L’Anniversaire secret
23. Le Sortilège d'argent

### Bella Sara
1. Le Destin d'Emma
2. Le Trésor d'Éléonore
3. La Victoire de Marie
4. Le Rêve d'Astrid
5. Le Défi de Clara
6. La Mélodie de Laure
7. Le Pouvoir de Julie
8. Le Voyage de Shine
9. Le Nouvel Ami d'Ambre
10. L’Île de Miki
11. La Quête d'Emma
12. Le Bijou d'Emma
13. Le Labyrinthe d'Emma
14. Les Ailes d'Emma
15. Le Talent d'Aurore
16. La Sœur d'Adeline
17. Le Cirque de Pam
18. La Forêt magique d'Héloïse
19. L'Épreuve de Stella
20. Le Cheval de Dorothée

### Belle, Intelligente et Courageuse
1. Agathe et les Miroirs menteurs
2. Menthe aux grands pieds
3. Le Cadeau d'Uma
4. Min, la petite fille dragon

### Bibliothèque Disney
- Le Roi lion - Le roman du film
- La Belle au bois dormant - Le roman du film
- Le Monde de Nemo - Le roman du film
- Les Indestructibles - Le roman du film
- Cars - Le roman du film
- Ratatouille- Le roman du film
- Volt, star malgré lui - Le roman du film
- Mission-G - Le roman du film
- La Princesse et la Grenouille - Le roman du film
- Toy Story - Le roman du film
- Toy Story 2 - Le roman du film
- Toy Story 3 - Le roman du film
- Raiponce - Le roman du film
- Rebelle - Le roman du film
- Les Mondes de Ralph - Le roman du film
- La Reine des neiges - Le roman du film
- Les Nouveaux Héros - Le roman du film
- Vice-versa - Le roman du film
- Le Voyage d'Arlo - Le roman du film
- Zootopie - Le roman du film
- Le Monde de Dory - Le roman du film, 2016

### BibliothèqueDreamWorks
- Les Croods - Le roman du film
- En route ! - Le roman du film
- Kung Fu Panda 3 - Le roman du film
- Alvin et les Chipmunks : À fond la caisse - Le roman du film
- L'Âge de glace : Les Lois de l'Univers - Le roman du film, 2016

### Bijoux de Princesses
1. La Bague de Cendrillon
2. La Couronne d'Aurore
3. Le Diadème de Jasmine
4. Les Diamants de Raiponce

### Monster High
1. La Fête des goules
2. 13 souhaits
3. Pourquoi les goules tombent amoureuse ?
4. Frisson caméra action !
5. Hantée
6. Fusion monstrueuse
7. Les Reines de la crim
8. Boo York boo York la comédie musicale monstrueuse
9. Scaris ville des frayeurs
10. La Bête de l'île au crâne
11. La Grande Barrière des frayeurs

### Nouvelle Série Bibliothèque rose
- Ladybug, tome 1 : Une super baby sitter
- Ladybug, tome 2 : Un chat de trop
- Ladybug, tome 3 : ?
- Boule et Bill, tome 1 : Comme chien et chat
- Boule et Bill, tome 2 : Le Défi
- My little pony, tome 1 : La Magie du cœur de cristal
- My little pony, tome 2 : Une drôle de casse coup
- Alvin!!! et les chipmunk, tome 1 : Le Papa poulpe
- Alvin!!! et les chipmunk, tome 2 : Les Sœurs ennemies

### Les Chefs-d’œuvreDisney
1. Cendrillon - Le roman du film
2. Blanche-Neige et les Sept Nains - Le roman du film
3. Le Livre de la Jungle - Le roman du film
4. La Belle et la Bête - Le roman du film

### Cédric
- 01 Moi, j'aime l'école (1421)
- 02 Mon papa est astronaute (1422)
- 03 La fête de l'école (1423)
- 04 Roulez jeunesse ! (1424)
- 05 La photo (1425)
- 06 J'aime pas les vacances (1426)
- 07 Maladie d'amour (1427)
- 08 La grande course (1428)
- 09 Des rollers à tout prix (1429)
- 10 Votez pour moi ! (1430)
- 11 Nos amies les bêtes (1431)
- 12 Pépé boude (1432)
- 13 Dîner surprise (1433)
- 14 Amour et trottinette (1434)
- 15 Le grand plongeon(1435)
- 16 Copains, copines (1436)
- 17 Sacrés tempéraments ! (1437)
- 18 Marché conclu (1438)
- 19 Quel casse tête, l'amour ! (1439)
- 20 La grande course (1440)
- 21 Je ne suis pas une fille (1700)
- 22 La guerre des portables (1701)
- 23 Des vacances de rêve (1702)

### Le Clan des Sept
Les quinze premiers tomes ont été écrits par Enid Blyton et sont classés par leur ordre de parution originale au Royaume-Uni (l'ordre des tomes a été ensuite mélangé lors de la traduction en français). La série a été reprise sous le nom Les Sept en France par Évelyne Lallemand puis traduite en anglais.
1. Le Clan des sept et les Bonshommes de neige, 1969
2. Le Clan des sept va au cirque, 1966
3. Bien joué, Clan des sept !, 1958
4. Le Clan des sept et la grange aux loups, 1974
5. Un exploit du Clan des sept, 1959
6. Le Carnaval du Clan des sept, 1960
7. Le Clan des sept et l'Homme de paille, 1961
8. L'Avion du Clan des sept, 1964
9. Le Clan des sept à la rescousse, 1961
10. Le Violon du Clan des sept, 1963
11. Le Feu de joie du Clan des sept, 1970
12. Le Télescope du Clan des sept, 1962
13. Surprise au Clan des sept, 1964
14. La Médaille du Clan des sept, 1969
15. Le Cheval du Clan des sept, 1966

### Le Club des Cinq
1. Le Club des Cinq et le Trésor de l'île
2. Le Club des Cinq et le Passage secret
3. Le Club des Cinq contre-attaque
4. Le Club des Cinq en vacances
5. Le Club des Cinq en péril
6. Le Club des Cinq et le Cirque de l'Étoile
7. Le Club des Cinq en randonnée
8. Le Club des Cinq pris au piège
9. Le Club des Cinq aux sports d'hiver
10. Le Club des Cinq va camper
11. Le Club des Cinq au bord de la mer
12. Le Club des Cinq et le Château de Mauclerc
13. Le Club des Cinq joue et gagne
14. La Locomotive du Club des Cinq
15. Enlèvement au Club des Cinq
16. Le Club des Cinq et la Maison hantée
17. Le Club des Cinq et les Papillons
18. Le Club des Cinq et le Coffre aux merveilles
19. La Boussole du Club des Cinq
20. Le Club des Cinq et le Secret du vieux puits
21. Le Club des Cinq en embuscade
22. Les Cinq sont les plus forts
23. Les Cinq eu cap des tempêtes
24. Les Cinq mènent l'enquête
25. Les Cinq à la Télévision
26. Les Cinq et les Pirates du ciel
27. Les Cinq contre le masque noir
28. Les Cinq et le Galion d'or
29. Les Cinq et la Statue inca
30. Les Cinq se mettent en quatre
31. Les Cinq et la fortune des Saint-Maur
32. Les Cinq et le Rayon Z
33. Les Cinq vendent la peau de l'ours
34. Les Cinq et le Portrait volé
35. Les Cinq et le Rubis d'Akbarn
36. Les Cinq et le Trésor de Roquépine
37. Les Cinq en croisière
38. Les Cinq jouent serré
39. Les Cinq contre les fantômes
40. Les Cinq en Amazonie
41. Les Cinq et le Trésor du pirate
42. Les Cinq ont rendez-vous avec le diable
43. Les Cinq contre le loup-garou
44. Les Cinq au bal des espions
45. Les Cinq dans la cité secrète

### Cluedo
Série de livres-jeux inspirés du célèbre jeu de société homonyme.
01 - Monsieur Moutarde
02 - Mademoiselle Rose
03 - Monsieur Olive
04 - Madame Pervenche
05 - Monsieur Violet
06 - Madame Leblanc
07 - Le défunt mari
08 - Le tableau maudit du Dr Lenoir
09 - Le secret du papyrus
10 - Valet de pique pour Mademoiselle Rose
11 - Bienvenue au club Monsieur Moutarde
12 - La Clinique du Dr Lenoir
13 - Qui a tué Madame Leblanc ?
14 - Docteur Orchidée mène l'enquête
15 - Soirée mortelle chez le Dr Lenoir
16 - Un rôle pour Mademoiselle Rose
17 - Moutarde et le Clan des Siciliens
18 - Dîner glaçant pour Mme Pervenche
Aventure sur mesure XXL Cluedo - Meurtre à Noël

### LaComtesse de Ségur
- Après la pluie, le beau temps
- Coffret Comtesse de Ségur
- François le bossu
- Jean qui grogne et Jean qui rit
- L'Auberge de l'Ange gardien
- Le Général Dourakine
- Le Mauvais Génie
- Les Bons Enfants
- Les Deux Nigauds
- Les Malheurs de Sophie
- Les Nouveaux Contes de fées
- Les Petites Filles modèles
- Les Vacances
- Mémoires d'un âne
- Quel amour d’enfant !
- Un bon petit diable

### Fantômette
1. Les Exploits de Fantômette
2. Fantômette contre le hibou
3. Fantômette contre le géant
4. Fantômette au carnaval
5. Fantômette et l'Île de la sorcière
6. Fantômette contre Fantômette
7. Pas de vacance pour Fantômette
8. Fantômette et la télévision
9. Opération Fantômette
10. Les Sept Fantômettes
11. Fantômette et la Dent du diable
12. Fantômette et son prince
13. Fantômette et le Brigand
14. Fantômette et la Lampe merveilleuse
15. Fantômette chez le roi
16. Fantômette et le Trésor du pharaon
17. Fantômette et la Maison hantée
18. Fantômette à la Mer de Sable
19. Fabtômette contre la main jaune
20. Dantômette viendra ce soir
21. Fantômette brise la glace
22. Fantômette fait tout sauter
23. Fantastique Fantômette
24. Fantômette et le Mystère de la tour
25. Fantômette et le Dragon d'or
26. Mission impossible pour Fantômette
27. Fantômette et le Château mystérieux
28. Fantômette s'envole
29. Le Retour de Fantômette
30. Fantômette a la main verte
31. Fantômette et le Magicien

### L'Étalon noir
Certains des tomes de cette série ont été réédites dans la Bibliothèque rose alors qu'ils l'étaient précédemment dans la verte, par conséquent, certains des tomes ne figurent pas dans cette section.
1. L'Étalon Noir
2. Le Retour de l'Étalon Noir
3. Le Ranch de l'Étalon Noir
4. Le Fils de l'Étalon Noir
5. L’Empreinte de l'Étalon Noir
6. La Révolte de l'Étalon Noir
7. Sur les traces de l'Étalon Noir
8. Le Prestige de l'Étalon Noir
9. Le Secret de l'Étalon Noir
10. Flamme, cheval sauvage
11. Flame et les pur sang
12. Flame part en flèche
13. Le Courage de l'Étalon noir
14. Un rival pour l'Étalon noir
15. La Légende de l'Étalon noir
16. Le Fantôme de l'Étalon noir
17. Flamme et l'Étalon noir
18. Une cavalière pour l'Étalon noir
19. La Naissance d'un champion

### Le Fauteuil Magique
Première édition, 1988/1991
Les Aventures du fauteuil magique. - La bibliothèque rose ; 534.1988. Illustrations par Véronique Boiry.
Les Caprices du fauteuil magique. - La bibliothèque rose ; 535. 1988. Illustrations par Véronique Boiry.
Les Ailes neuves du fauteuil magique. - La bibliothèque rose ; 536. 1988. Illustrations par Véronique Boiry.
Le Fauteuil magique n'est pas à vendre. - La bibliothèque rose ; 537. 1988. Illustrations par Véronique Boiry.
Qui a volé le fauteuil magique ? - La bibliothèque rose ; 538. 1989. Illustrations par Véronique Boiry.
Fauteuil vole ! - La bibliothèque rose ; 539. 1989. Illustrations par Véronique Boiry.
Au secours, fauteuil magique ! - La bibliothèque rose ; 540. 1988. Illustrations par Véronique Boiry.
Sa majesté le fauteuil magique. - La bibliothèque rose ; 541.1990. Illustrations par Véronique Boiry.
Où es-tu, fauteuil magique ? - La bibliothèque rose ; 542.1990. Illustrations par Véronique Boiry.
Merci, fauteuil magique ! - La bibliothèque rose ; 543.1991. Illustrations par Véronique Boiry.
Seconde édition, 2012/2014
L’ ïle aux surprises La bibliothèque rose ; 2012
La licorne disparue La bibliothèque rose ; 2012
Le monde des sortilèges La bibliothèque rose ; 2013
Le concours des géants La bibliothèque rose ; 2013
Le royaume de l’hiver La bibliothèque rose ; 2013
La vallée des contes La bibliothèque rose ; 2014

### La Fée Clochette
1. Bienvenue au pays imaginaire !
2. À toute vitesse !
3. Que le bal commence !
4. À vos pinceaux !
5. Amies pour la vie !
6. Chacun ses goûts !
7. Attention, dragon !
8. Opération diamant !
9. Pas de panique !
10. Surprise !
11. On s'envole !
12. Une Idée de génie

- La Fée Clochette - Le roman du film
- Clochette et la Pierre de lune - Le roman du film
- Clochette et l'Expédition féerique - Le roman du film
- Clochette et le Secret des fées - Le roman du film
- Clochette et la Fée Pirate - Le roman du film
- Clochette et la Créature Légendaire - Le roman du film

### Films
- Émilie Jolie - Le roman du film
- Alice au pays des merveilles - Le roman du film
- Le Monde fantastique d'Oz - Le roman du film
- Boule & Bill - Le roman du film
- Belle et Sébastien - Le roman du film
- Maléfique - Le roman du film
- Cendrillon - Le roman du film
- Belle et Sébastien : L'aventure continue - Le roman du film
- Descendants - Le roman du film
- Les Malheurs de Sophie - Le roman du film
- Le Livre de la jungle - Le roman du film, 2016
- Alice de l'autre côté du miroir - Le roman du film, 2016
- Tini : La Nouvelle Vie de Violetta - Le roman du film

### Films d'animation
- L'Âge de glace 2 - Le roman du film
- L'Âge de glace 3 - Le roman du film
- L’Âge de glace 4 : La Dérive des continents - Le roman du film
- Un Monstre à Paris - Le roman du film
- Vice Versa - Le roman du film
- Angry Birds, le film - Le roman du film, 2016

### Franklin
1. Franklin magicien
2. Franklin ne veut pas dormir
3. Franklin lit une histoire
4. Franklin et sa trotinette
5. Franklin détective
6. Le Goûter de Franklin
7. Franklin et le Monstre de l'étang
8. Le Pique-nique de Franklin
9. Franklin a de la chance
10. Le Canard de Franklin
11. Franklin et le Trésor du lac

### Garfield
1. L'Attaque des lasagnes
2. Odie est amoureux
3. C'est le monde à l'envers
4. Pizzas en danger !
5. Qui veut la peau de Pookie ?
6. Tout est bon dans le dindon !
7. La Chasse est ouverte
8. Un espion sur le dos
9. Attention, chat fantôme !
10. Mystère et boule de poils
11. Argent, gloire et pizzas
12. SOS, souris en détresse !
13. Une faim de furet
14. Ne pas déranger !

### Ghost Secret
Série historique et policière de Sophie Marvaud
1. La Momie du pharaon, 2008
2. Le Trésor de Barbe-Jaune, 2008
3. Le Tournoi maudit, 2008
4. Le Silex magique, 2008
5. La Surprise du Roi-Soleil, 2008
6. Les Jumeaux de Pompéi, 2008
7. Aux Jeux Olympiques, 2009
8. La Colère de François Ier, 2009
9. La Fiancée du chevalier, 2009
10. Le Triomphe de César, 2009
11. Avec Christophe Colomb, 2010

### Hannah Montana
D'après la série télévisée américaine Hannah Montana (2006-2011)
- Hannah Montana - Le roman du film

1. Voyage en Italie
2. Bienvenue à Sidney !
3. Samba à Copacabana
4. En direct de Londres !
5. Sous le soleil de Malibu
6. Un été de rêve
7. Photos de vacances
8. Promenade en mer
9. Star et strass au Texas
10. À la conquête de l'Ouest !

### Jojo Lapin
1. Jojo Lapin a des problèmes
2. Jojo Lapin à la fête
3. Jojo Lapin chez maître Renard
4. Jojo Lapin contre Frère Ours
5. Jojo Lapin détective
6. Jojo Lapin et le Bonhomme de neige
7. Jojo Lapin et le Crocodile
8. Jojo Lapin et le Diner de Compère Loup
9. Jojo Lapin et le Géant
10. Jojo Lapin et le Grand Crocodile
11. Jojo Lapin et le Hibou
12. Jojo Lapin et le Loup
13. Jojo Lapin fait des farces
14. Jojo Lapin fait le brave
15. Jojo Lapin, roi des malins
16. Jojo Lapin va à la pêche
17. Jojo Lapin va au marché
18. Le Feu d'artifice de Jojo Lapin
19. Le Pique-nique de Jojo Lapin
20. Le Pommier de Jojo lapin
21. Les Aventures de Jojo Lapin
22. Les Bons Trucs de Jojo Lapin
23. Les Oreilles de Jojo Lapin

### Littlest Pet Shop
1. Charlie est jaloux
2. Basile est complexé
3. Gustave regarde trop la télé
4. Valentine est amoureuse
5. Jules fait son chef
6. Lucie a un admirateur secret
7. Anne est paresseuse
8. Romain s'ennuie
9. Clémence ment tout le temps
10. Emma n'aime pas partager
11. Léo cherche de nouveaux amis
12. Félix déménage
13. Chloé se dispute avec son frère

### Ma Princesse préférée
1. Cendrillon
2. Blanche-Neige
3. La Petite Sirène
4. La Belle au bois dormant
5. La Belle et la Bête
6. Jasmine
7. Mulan
8. Pocahontas
9. La Petite Sirène 2
10. Le Mariage de Cendrillon
11. Le Bal d'Aurore
12. Le Grand Amour de Jasmine
13. Le Rêve d'Ariel
14. Le Cadeau de Blanche-Neige

### Malory School
Les titres présents entre parenthèses sont les titres originaux d'Enid Blyton avant un renommage dans les années 2010.
1. La Rentrée (Les Filles de Malory School, 1971), 2012
2. La Tempête (Sauvetage à Malory School, 1971), 2012
3. Un pur-sang en danger (Un cheval à Malory School, 1972), 2013
4. La Fête secrète (Réveillon à Malory School, 1974), 2013
5. La Pièce de théâtre (Du théâtre à Malory School, 1974), 2014
6. Les Adieux (Adieu à Malory School, 1975), 2014

### Mariages de Princesses
1. Le Mariage de Raiponce
2. Les Noces royales de Tiana
3. Le Mariage d'Ariel
4. Le Mariage de Belle
5. Le Mariage d'Aurore
6. Le Mariage de Cendrillon
7. Le Mariage de Blanche Neige
8. Le Mariage de Jasmine

### Les Minijusticiers
Dérivé de la série télévisée d'animation homonyme
1. Superlatchatche
2. Superdoidanlenez
3. Superfarceur
4. Supermimi
5. Superprout
6. Superlatrouille
7. Superfrilleux

### Mini-Loup
1. Mini-Loup et sa petite sœur
2. Le Nouveau Copain de Mini-Loup
3. Mini-Loup fait des cauchemars
4. Mini-Loup fait du cinéma
5. Mini-Loup veut devenir grand
6. Mini-Loup et les petits loups filous
7. Mini-Loup et le trésor
8. Mini-Loup adore l'hiver !
9. Mini-Loup et les filles
10. Mini-Loup adore l'été !
11. Mini-Loup fait la fête
12. Mini-Loup en Afrique
13. Mini-Loup premier de la classe
14. Mini-Loup roi de la glisse
15. Mini-Loup et son amoureuse
16. Mini-Loup et le fantôme
17. Mini-Loup va jouer dehors
18. Mini-Loup au tableau !
19. Mini-Loup mène l'enquête
20. Mini-Loup fait des blagues
21. Mini-Loup et la grotte mystérieuse
22. Mini-Loup et la sortie scolaire
23. Rendez-vous avec Louna, 2016
24. Une semaine avec Mini-Loup

### My Little Pony
1. La Légende des licornes
2. Le Concours de pouvoirs
3. Un mystérieux poney
4. La Chasse au dragon
5. La forêt Désenchantée
6. Les prédictions de Pinkie Pie
7. Les ailes magiques
8. La messagère du futur
9. Le Royaume de Cristal
10. Les Jeux d’Équestria
11. La marque du destin

### Oui-Oui
1. Les Vacances de Oui-Oui
2. Oui-Oui à la ferme
3. Oui-Oui à la fête
4. Oui-Oui à la plage
5. Oui-Oui a perdu son bonnet'
6. Oui-Oui au pays des jouets
7. Oui-Oui champion
8. Oui-Oui chauffeur de taxi
9. Oui-Oui décroche la lune
10. Oui-Oui en avion
11. Oui-Oui et l'anniversaire
12. Oui-Oui et la farce de Pierrot
13. Oui-Oui et la gomme magique
14. Oui-Oui et le chien qui saute
15. Oui-Oui et le gendarme
16. Oui-Oui et le kangourou
17. Oui-Oui et le magicien
18. Oui-Oui et le Père Noël
19. Oui-Oui et les belles pommes
20. Oui-Oui et les lapins roses
21. Oui-Oui et M. Grosminou
22. Oui-Oui et son âne
23. Oui-Oui marin
24. Oui-Oui part en voyage
25. Oui-Oui s'envole
26. Oui-Oui va à l'école
27. Oui-Oui veut faire fortune
28. Une surprise pour Oui-Oui

### Phinéas & Ferb
1. Dingues de vitesse !
2. Dingues de scène !
3. Dingues de surprises

- Phinéas et Ferb et la deuxième dimension - Le roman du film

### Poppixie
1. Le Secret d'Amore
2. Le Pouvoir magique de Pam
3. Les Caprices de Chérie
4. Le Mensonge de Lockette
5. La Jalousie d'Amore
6. Le Courage de Pam
7. Le Rendez-vous de Chatta
8. Le Cousin de Lockette
9. Amore contre les dragons

### Princesse Academy
1. Princesse Charlotte ouvre le bal (1551)
2. Princesse Katie fait un vœu (1552)
3. Princesse Daisy a du courage (1553)
4. Princesse Alice et le Miroir Magique (1554)
5. Princesse Sophie ne se laisse pas faire (1555)
6. Princesse Émilie et l'apprentie fée (1556)
7. Princesse Charlotte et la rose enchantée (1557)
8. Princesse Katie et le balai dansant (1558)
9. Princesse Daisy et le carrousel fabuleux (1559)
10. Princesse Alice et la pantoufle de verre (1560)
11. Princesse Sophie et le bal du Prince (1561)
12. Princesse Émilie et l'Étoile des Souhaits (1562)
13. Princesse Charlotte et la Fantaisie des Neiges (1563-aussi inclus dans le coffret "Princesse Academy - Un monde enchanté")
14. Princesse Alice et le Royaume des Glaces (1564-aussi inclus dans le coffret "Princesse Academy - Un monde enchanté")
15. Mon livre de princesse (1565-uniquement dans le coffret "Princesse Academy - Un monde enchanté")
16. Princesse Chloé entre dans la danse (1566)
17. Princesse Jessica a un cœur d'or (1567)
18. Princesse Marie garde le sourire (1568)
19. Princesse Olivia croit au Prince Charmant (1569)
20. Princesse Maya fait le bon choix (1570)
21. Princesse Noémie n'oublie pas ses amies (1571)
22. Princesse Noémie et la Serre Royale (1572)
23. Princesse Olivia et le Bal des Papillons (1573)
24. Princesse Anna et Noires-Moustaches (1574)
25. Princesse Isabelle et Blanche-Crinière (1575)
26. Princesse Lucie et Truffe-Caramel (1576)
27. Princesse Inès et Plume-d'Or (1577)
28. Princesse Emma et Sabots-Bruns (1578)
29. Princesse Sarah et Duvet-d'Argent (1579)
30. Princesse Amélie et le sauvetage du petit phoque (1580)
31. Princesse Léa et le trésor de l'hippocampe (1581)
32. Princesse Rosa et le mystère de la baleine (1582)
33. Princesse Mélanie et le secret de la sirène (1583)
34. Princesse Rachel et le bal des dauphins (1584)
35. Princesse Zoé et la cérémonie du coquillage (1585)
36. Princesse Mina et le koala (1586)
37. Princesse Bettina et le cochonnet (1587)
38. Princesse Karine et l'agneau (1588)
39. Princesse Lalie et le cochon d'Inde (1589)
40. Princesse Agathe et le petit panda (1590)
41. Princesse Romy et le lionceau (1591)
42. Princesse Flora et le grand concours des fées (1592)
43. Princesse Elise et le pique-nique des roses (1593)
44. Princesse Lou et le palais des neiges (1594)
45. Princesse Fiona et le bal masqué de minuit (1595)
46. Princesse Léa et le voyage en ballon (1596)
47. Princesse Amélie et le bal d'émeraude (1597)
48. Princesse Anna et la kermesse royale (1598)
49. Princesse Lucie et la parade des dragons (1599)
50. Princesse Salomé et la soirée dansante (1600)
51. Princesse Lisa au Royaume des neiges (1601)

### Princesses à cheval
1. Un champion pour Cendrillon
2. L'Invité de Belle
3. La Surprise de Blanche-Neige
4. Le Nouvel Ami d'Aurore
5. Le Défi de Jasmine
6. Un cadeau pour Ariel

### Les Quatre Filles du docteur March
1. Les Quatre Filles du docteur March
2. Le Docteur March marie ses filles

### Le Ranch
1. L’Étalon sauvage
2. La Rivale
3. L’Indomptable
4. La Disparition
5. Une équipe de choc
6. Silence on tourne !
7. Un cheval très spécial
8. Le Tournoi
9. L'Incendie
10. Le Reportage
11. Le Défi d’Anaïs
12. La Rebelle
13. Polluer n'est pas jouer !
14. La Fête des gardians
15. L'Examen
16. Rodéo clandestin
17. Au loup !
18. Les Yeux de Miro
19. L'Inondation !

### Le Royaume enchanté
1. Le Palais du roi Merry
2. La Vallée des licornes
3. L’Île aux nuages
4. La Baie des sirènes
5. La Montagne magique
6. La Plage dorée
7. Le volcan à bulles
8. La Pâtisserie des délices
9. La Clairière des songes
10. Le Lac des nénuphars
11. La Forêt des contes de fée
12. Le Labyrinthe de minuit

### Les Schtroumpfs
Novélisation des albums homonymes de Peyo.
1. Le Bébé Schtroumpf
2. Les Schtroumpfs olympiques
3. Les Schtroumpfs noirs
4. La Soupe aux Schtroumpfs
5. L'Œuf et les Schtroumpfs
6. Les P'tits Schtroumpfs

### Les Sept
Reprise de la série Le Clan des Sept d'Enid Blyton.
1. Les Sept et la boule de cristal
2. Les Sept et la déesse d'or
3. Les Sept et le magicien
4. Les Sept ne croient pas au Père-Noël

### Shake it up!
Série dérivée de la série télévisée homonyme.
1. Duo de choc
2. Danser à tout prix
3. Soif d'aventure

### Les Six Compagnons
Certains des tomes de cette série ont été réédites dans la Bibliothèque rose alors qu'ils étaient dans la Bibliothèque verte, par conséquent certains des tomes ne figurent pas dans cette section.
1. Les Compagnons de la Croix-Rousse
2. Les Six Compagnons et l'homme des neiges
3. Les Six Compagnons et le mystère du parc
4. Les Six Compagnons à Scotland Yard
5. Les Six Compagnons au village englouti
6. Les Six Compagnons et la bouteille à la mer

### Sophie et la forêt des Ombres
1. Le Roi gobelin
2. Les Créatures du Marais
3. Les Aragnomes

### Les Sorciers de Waverly Place
Série dérivée de la série télévisée homonyme.
1. Haute Voltige
2. Tout feu tout flamme
3. Le Bal de promo
4. Dans la gueule du loup !
5. L’École des sorciers
6. Coup de foudre
7. Un frère trop parfait
8. Une soirée désenchantée

- Les Sorciers de Waverly Place - Le roman du film

### Totally Spies
Série dérivée de la série télévisée homonyme.
1. On connaît la musique
2. Créatures féroces
3. Espionnes contre espions
4. Très chères maman
5. Modèles réduits
6. Cookies délices
7. Un parfum diabolique
8. Sens dessus dessous
9. Le Camp des stars
10. Disco spies
11. Le Cirque de la peur
12. Super Spy
13. Coup de foudre à haut risque
14. Action-Vérité
15. Soi beau et bas toi !
16. Super Mandy
17. Panique au WOOHP
18. Jerry fait son cinéma
19. Le Choc du futur
20. Alex déménage
21. Princesse d'enfer
22. Hold-hup en pantoufle
23. Sam en danger !
24. Amour, gloire et danger
25. Pas de pitié pour la saleté
26. Mission pepperonie
27. Opération pigeon
28. Victime de la mode
29. Clover est virée !
30. Enquête à Versailles

- Totally Spies! Le film - Le roman du film

### Winx Club
1. Les Pouvoirs de Bloom
2. Bienvenue à Magix
3. L'Université des fées
4. La Voie de la nature
5. La Tour nuage
6. Le Rallye de la rose
7. Les Minis Fées
8. Le Mariage de Brandon
9. L'Étrange Avalon
10. À la poursuite du codex
11. Sur la planète du prince Sky
12. Que la fête continue !
13. Alliances impossibles
14. Le Village des mini fées
15. Le pouvoir du charmix
16. Le royaume de Darkar
17. La Marque de Valtor
18. Le Miroir de la vérité
19. La Poussière de fée
20. L'Arbre enchanté
21. Le Sacrifice de Tecna
22. L'île aux dragons
23. Le Mystère ophir
24. La Fiancée de Sky
25. Le Prince ensorcelé
26. Le Destin de Layla
27. Les Trois Sorcières
28. La Magie noire
29. Le Combat final
30. Le Chasseur de fées
31. Le Secret des minis fées
32. Les Animaux magiques
33. Une Fée en danger
34. Le Pouvoir de Believix
35. La Magie du cercle blanc
36. La Vengeance de la nature
37. Le Rêve de Musa
38. Les Pouvoirs de Roxy
39. Une Nouvelle Mission
40. Le Royaume des fées
41. L'Île mystérieuse
42. La Vengeance de la nature
43. Le Retour des sorciers
44. Le Secret de Morgana
45. La Cérémonie royale
46. Le Retour des Trix
47. La Transformation de Tecna
48. Le Pouvoir d'Harmonix
49. Les Pierres magiques
50. La Planète Zhénit
51. L'Océan de fleurs
52. Le Pendantif d'Héraklion
53. L'Empereur des océans
54. L'Épée de Neptune
55. La Vengeance de Tritanus
56. La Bataille finale
57. Le Légendarium
58. La Flamme du Dragon
59. Le Pouvoir de Butterflix